# 37786 Токіконаруко
37786 Токіконаруко (37786 Tokikonaruko) — астероїд головного поясу, відкритий 30 вересня 1997 року.
Тіссеранів параметр щодо Юпітера — 3,655.
Названо на честь Токіко Наруко (яп. ときこ・なるこ(成子時子) токіко наруко).